# Gustav Nimax
Gustav Nimax (* 2. April 1848 in Luxemburg; † 21. September 1906) war ein luxemburgischer Ingenieur und Industrieller.

## Leben
Gustav Nimax war der Sohn eines Kaufmanns. Nach dem Besuch des Athenäums in Luxemburg studierte er Ingenieurwissenschaften am Polytechnikum Zürich. Seine Berufspraxis begann bei der Kölnischen Maschinenbau, wo er bis 1872 als Konstrukteur arbeitete. Im Anschluss arbeitete er für die Bergwerksgesellschaft Herne-Bochum auf den Zechen Mont Cenis und Hugo. Parallel zu seiner Tätigkeit auf der Zeche Hugo begann er eine Lehrtätigkeit an der Bergschule in Essen, die er im Anschluss in Vollzeit fortsetzte. Ab 1880 wurde Nimax erster Konstrukteur für Bergwerk- und Hüttenmaschinen bei der Maschinenbauanstalt Humboldt in Köln-Kalk. Am 1. Mai 1893 wurde der Grundstein für die Ransbacher Mosaikplattenfabrik gelegt, deren Eigentümer er zusammen mit zwei Partnern war. Bis zu seinem Tod war Nimax Leiter dieses Werkes. Er starb im September 1906 an den Folgen eines Herzinfarkts.
Seit 1871 war Nimax Mitglied des Vereins Deutscher Ingenieure (VDI). Als Mitglied des Kölner VDI-Bezirksvereins, dem er zwischenzeitlich vorsaß, hat er sich für die Gründung der Maschinenbauschule in Köln eingesetzt. Mehrmals gehörte Nimax dem VDI-Vorstandsrat an. In den Jahren 1901 und 1902 war er VDI-Vorstandsmitglied. Er gehörte auch der Schiffbautechnischen Gesellschaft als „Ordnungsmässiges Mitglied“ an.